# Laufenburg (Argovie)
Pour les articles homonymes, voir Laufenburg.
Laufenburg est une ville et une commune suisse du canton d'Argovie, située dans le district homonyme.

## Histoire

Photo aérienne (1958).

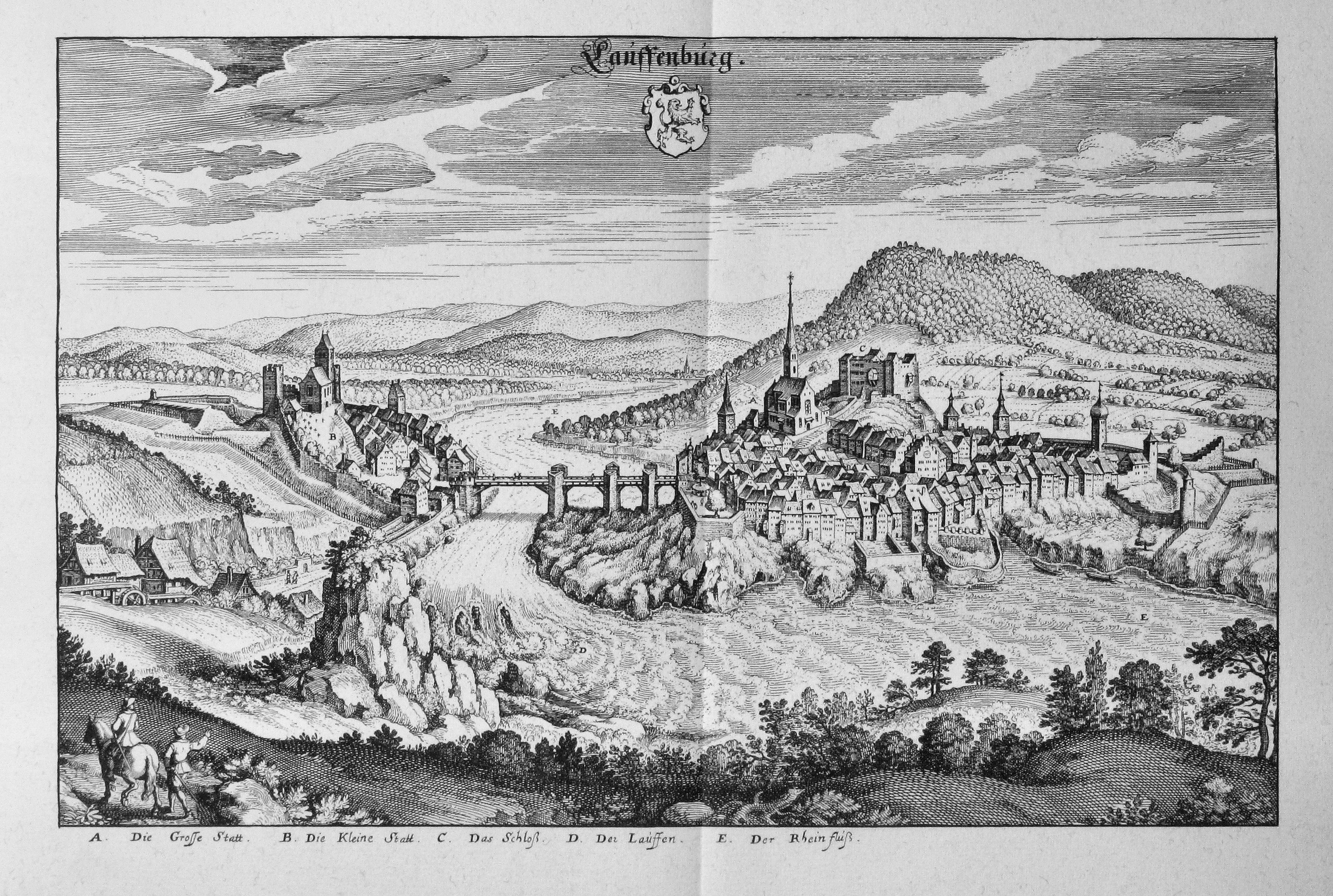
Topographia Alsatiae, Lauffenburg

Laufenburg, depuis l'ouest, rapides au premier plan (Johann Ludwig Bleuler).

La commune de Sulz est entrée dans la commune de Laufenburg le 1er janvier 2010.

## Culture et patrimoine

### Héraldique
| Blason | Blasonnement : D'or au lion rampant de gueules Commentaires : Les armoiries de Laufenburg sont proches de celles de la commune de Willisau dans le Canton de Lucerne (Suisse). |

### Personnalités
- Alfred Rüegg, coureur cycliste professionnel.